# Sabaria colorata
Sabaria colorata är en fjärilsart som beskrevs av Louis Beethoven Prout 1916. Sabaria colorata ingår i släktet Sabaria och familjen mätare. Inga underarter finns listade.